# Egira perlumbens
Egira perlumbens är en fjärilsart som beskrevs av Augustus Radcliffe Grote 1881. Egira perlumbens ingår i släktet Egira och familjen nattflyn. Inga underarter finns listade i Catalogue of Life.